# القمة الخليجية 1987 (الرياض)
القمة الخليجية 8  هي قمة قادة دول مجلس التعاون لدول الخليج العربية عقدت في 26 ديسمبر 1987 في مدينة الرياض في السعودية.